# Euxoa verticalis
Euxoa verticalis là một loài bướm đêm trong họ Noctuidae.